# ? -question-
「?-question-」（クエスチョン）は、1998年9月30日に発売されたComing Centuryの第2弾オフショットビデオ。
2000年9月27日に同ビデオのDVD版が発売された。

## 内容
V6の年少グループComing Centuryのニューヨークで撮り下ろされたオフショット映像とComing Centuryの楽曲とそれぞれのソロ楽曲のPVが入っている。
また、新曲「Happy together!」のPVが収録されている（CDとしては、2002年12月11日に発売された『Best of Coming Century 〜Together〜』に収録）。

## 収録楽曲
1. Happy together!
作詞：山田ひろし、作曲/編曲：浅田直
2. SUPER FLY - 三宅健
3. DO YO THANG - 森田剛
4. Truth - 岡田准一
5. 僕の告白
6. 夏のかけら

## 関連作品
- 「! -attention-」…同じ日に発売された20th Centuryのアルバム。
- 「SKY」…1997年9月10日に発売されたComing Centuryの第1弾オフショットビデオ。